# 新凱旋門
新凱旋門（法語：Grande Arche，意為「大拱門」），全名拉德芳斯新凱旋門（法語：La Grande Arche de la Défense），是法國首都巴黎西部拉德芳斯商業區的一個地標建築，位於巴黎著名的歷史軸線西側末端，與艾菲爾鐵塔成為法國最具有影響力的現代建築之一。

## 歷史

### 設計
法國總統乔治·蓬皮杜（由美籍華人建築師貝聿銘起草）與瓦勒里·季斯卡·德斯坦（由Jean Willerval起草）任內都曾提議在巴黎歷史軸線上進行重大工程，但是直到弗朗索瓦·密特朗任內才進行改變巴黎市區景觀的工程。弗朗索瓦·密特朗在1982年推動一項龐大的國家建築設計競賽，後來丹麥建築師約翰·奧托·馮·施普雷克爾森（Johann Otto von Spreckelsen，1929年至1987年）與丹麥工程師埃里克·賴策爾（Erik Reitzel）設計的作品獲得最後的優勝，他們的作品是一個20世紀的凱旋門：具有人類與人道主義理想的紀念碑，而不具有軍事勝利帶來的意義。這個紀念碑於1985年開始動工。施普雷克爾森後來則因身體不適在1986年7月辭職，並將他所有的建築工程責任轉交給法國建築師保羅·安德魯。而賴策爾則繼續他的工作，直到1989年拉德芳斯區新凱旋門完工為止。施普雷克爾森直到去世之前皆未親眼看見新凱旋門完工。

### 建築完工
拉德芳斯區新凱旋門於1989年7月14日正式揭幕，並舉行盛大的閱兵典禮，以紀念法國大革命200週年，當年的七大工業國組織高峰會也選擇在這裡舉行。對外開放則是從1989年8月26日開始。新凱旋門完成後，成為貫穿巴黎市區歷史軸的一部份。而拉德芳斯區新凱旋門與歷史軸線之間則有一個6.33度的夾角。造成新凱旋門與歷史軸產生夾角最重要原因是技術上的問題：因為一個巴黎地鐵車站、一個區域快鐵車站及高速公路皆位於新凱旋門的下方，所以為了建造新凱旋門巨大的地基，只好讓新凱旋門與歷史軸線之間產生夾角。從建築學的角度來看，這是為了建築物的地基深度考量，而且如此一來新凱旋門跟位在歷史軸另一端的羅浮宮有相同的夾角。
除此之外，新凱旋門與巴黎兩棟最高的建築：艾菲爾鐵塔與蒙帕納斯大樓構成巴黎市區第二條軸線。

## 外部
拉德芳斯區新凱旋門幾乎是一個完美的立方體（高110公尺、寬108公尺、深112公尺），從建築結構的角度來看，新凱旋門外表像是一個四維的超正方體（一個超立方體）被投影到三維的空間中。新凱旋門有一個預力混凝土的框架，外表則是覆蓋著玻璃與來自義大利的卡拉拉大理石，並由法國的土木工程公司布依格（Bouygues）所建造完成。新凱旋門中間則有一片「雲」，建築師當初設計的目的是保護訪客可以不受到風雨的侵襲。「雲」是採用工程師彼得·赖斯（Peter Rice）的設計，使用鐵氟龍材質，並以纜索來支撐覆蓋鐵氟龍的布。

## 內部
凱旋門的兩側都是政府機構的辦公室，面積約為87,000平方公尺。屋頂的部分則是一個展覽中心。安裝在新凱旋門兩側門柱之間的幾部通體透明的圓柱形全景觀光電梯可將遊客帶至100多米高的新凱旋門頂部，從這裏可以俯視由著名的太陽王路易十四命令他的首席園藝師安德烈·勒诺特尔所建造的歷史軸線，也可以望見凱旋門、香榭麗舍大道、協和廣場、杜樂麗花園與10公里外的羅浮宮。

## 交通
- 拉德芳斯-新凱旋門站

## 外部連結
- （英文）（法文）拉德芳斯區新凱旋門的介紹 （页面存档备份，存于）
- （法文）拉德芳斯區新凱旋門的介紹
- Satellite image from Google Maps
- Panoramas

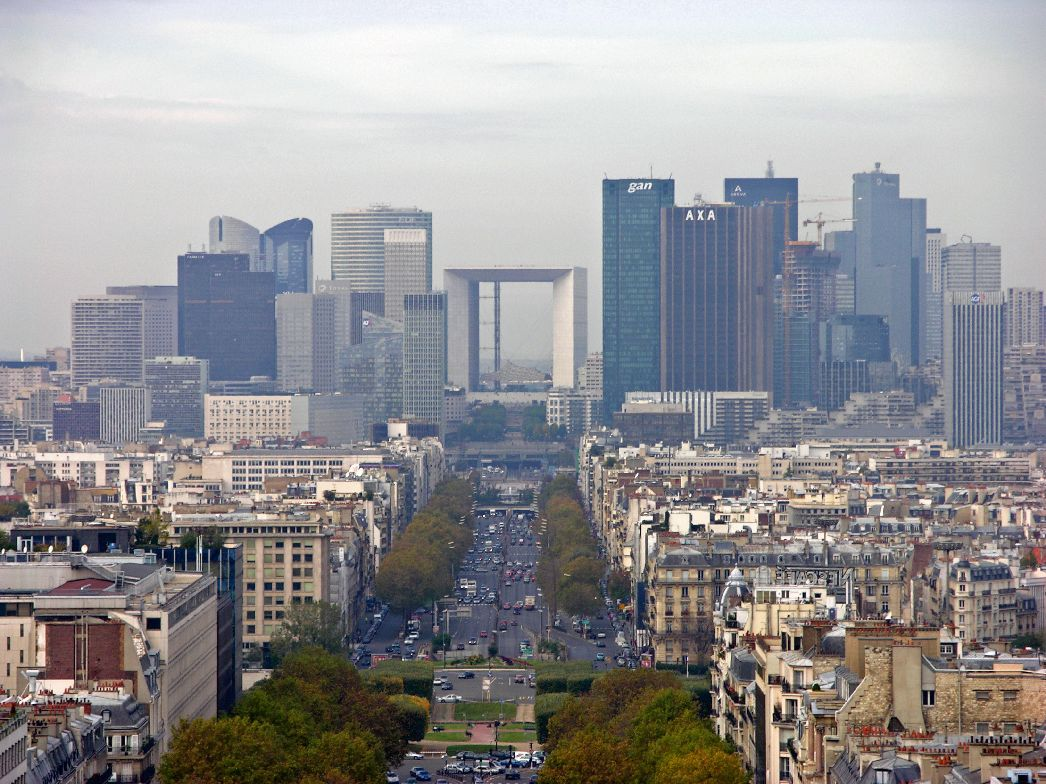
從凱旋門遠眺新凱旋門

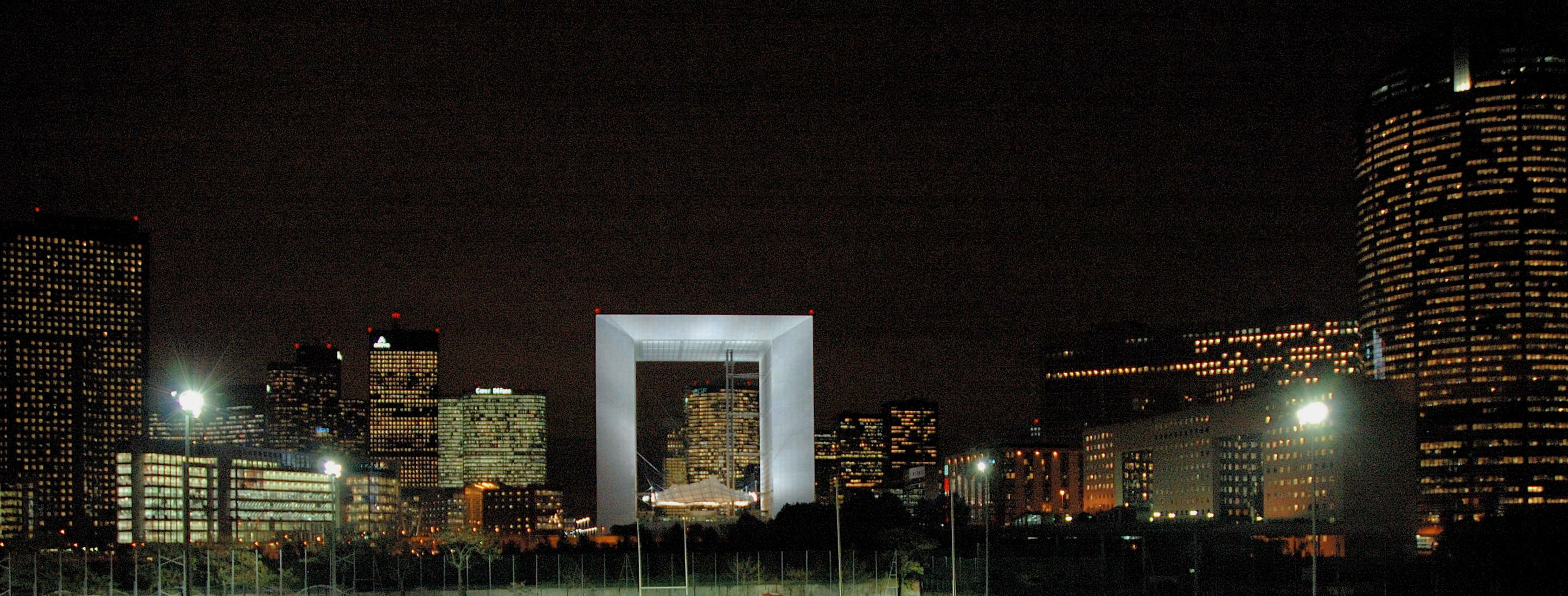
新凱旋門與拉德芳斯區夜景

- A virtual tour of the Grande Arche
- Erik Reitzel （页面存档备份，存于）